# Victor Hugo (1907)
El Victor Hugo fue un crucero acorazado, de la Clase Léon Gambetta, que navegó bajo la bandera de la Marina Francesa. Botado en 1904 y en servicio activo hasta 1928, fue el tercer crucero de la clase, tras el  Léon Gambetta (botado en 1901), y el Jules Ferry (botado en 1903).

## Botadura
Construido en los astilleros de Lorient (Francia), su quilla fue puesta en grada en marzo de 1903, y fue botado el 30 de marzo de 1904. 

## Historia operacional
Entró en servicio en abril de 1907, pasando a formar parte de la Flota del Mediterráneo.
Fue puesto en la reserva de enero de 1911 a febrero de 1912. 
Participó en la Primera Guerra Mundial, formando parte nuevamente de la Flota del Mediterráneo.
Fue puesto de nuevo en la reserva en julio de 1918.
Rearmado en 1922, pasó a formar parte de la División Volante del Atlántico, el 21 de agosto del mismo año.
Efectuó un crucero por Extremo Oriente, antes de volver a ser puesto en reserva en Tolón, el 11 de julio de 1923.
El Victor Hugo fue dado de baja el 2 de enero de 1928 y vendido más tarde, para su demolición, el 26 de noviembre de 1930.

## Anexos
- Anexo:Cruceros acorazados por país

## Galería

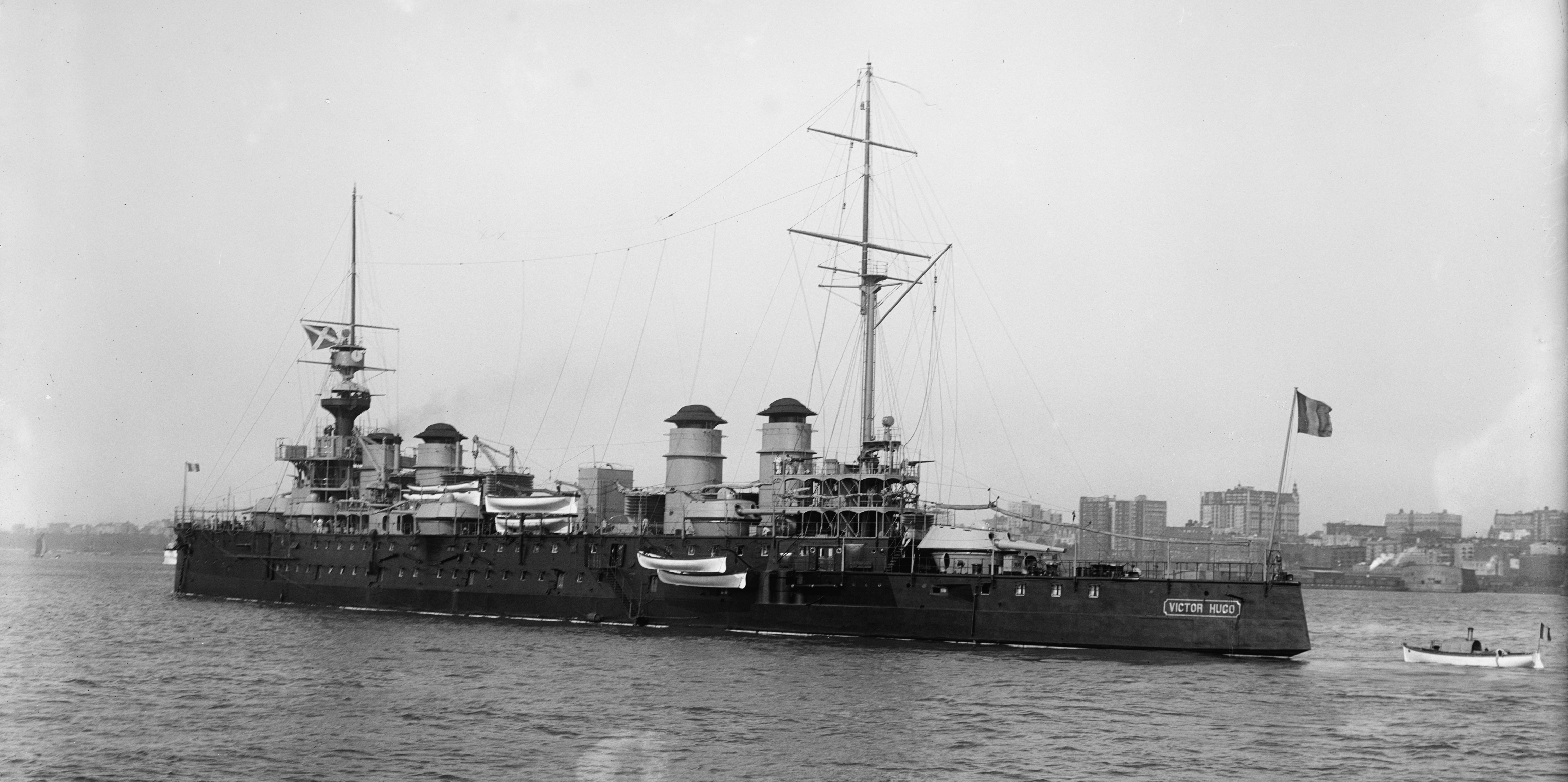
Vista de popa del Victor Hugo.
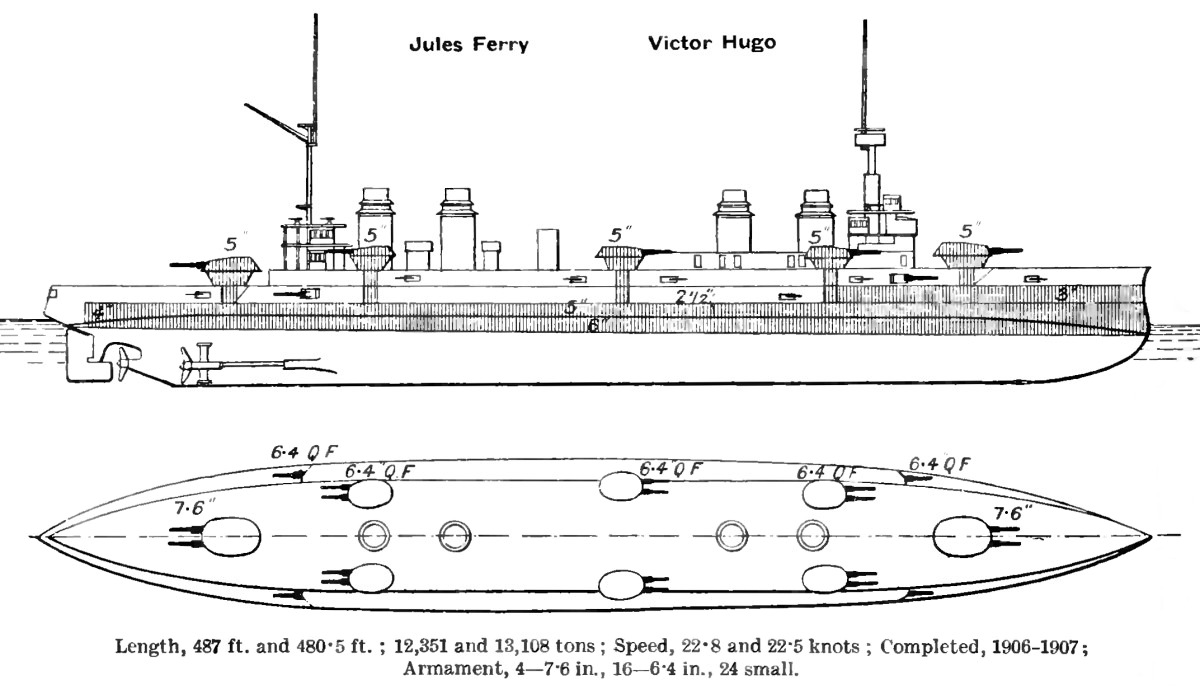
Perfil y planta de los buques de la Clase Léon Gambetta.

- Datos: Q3557372
- Multimedia: Victor Hugo (ship, 1904) / Q3557372